# Carlos Díaz Escudero

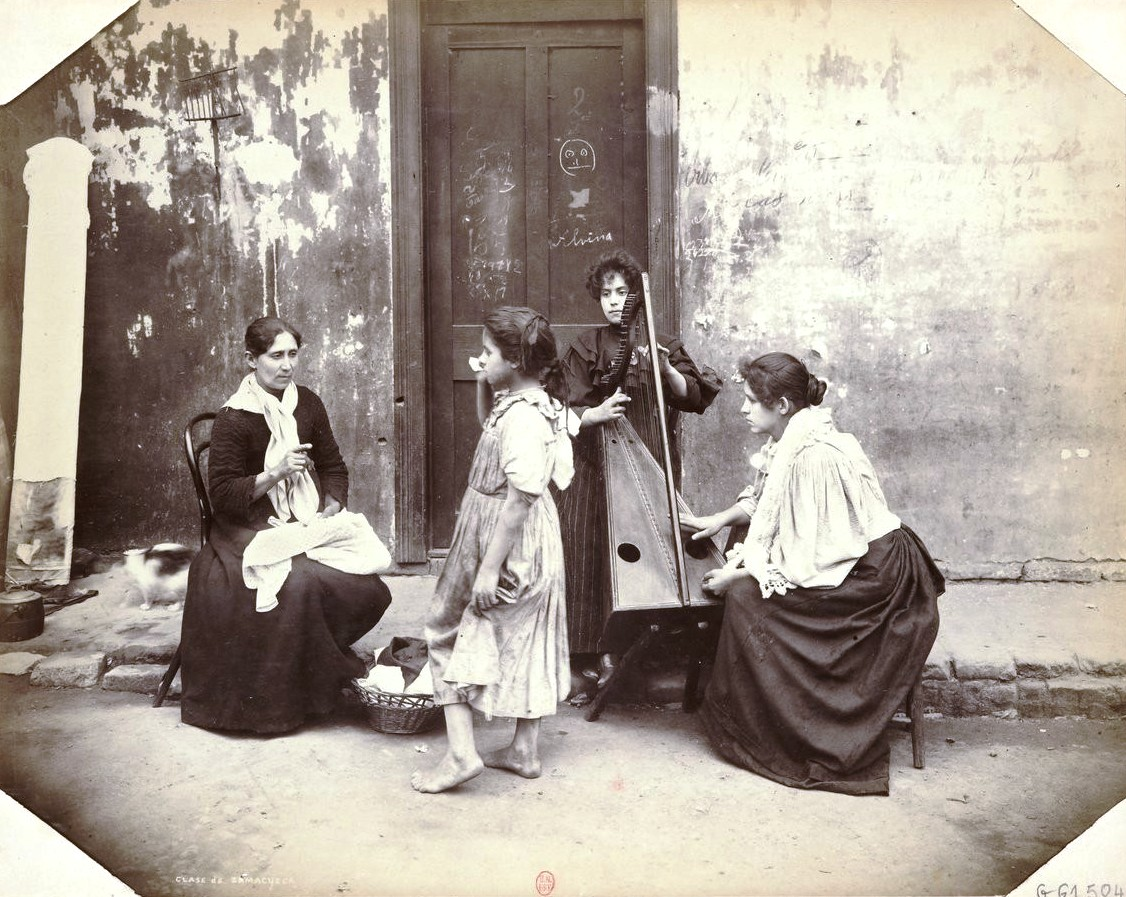
Výuka tradičního chilského národního tance cueca, 1890–1900

Carlos Díaz Escudero (1833–1903) byl chilský fotograf a malíř.

## Životopis
V roce 1879 spojil síly s fotografem Eduardem Cliffordem Spencerem a založil tak fotografický ateliér, který doprovázel chilskou armádu v jejích různých vojenských taženích během války v Pacifiku.
Jeho fotografie byly velmi rozmanité; pořizoval portréty vojáků, zaznamenával bojiště a zachytil i některé „krajiny“ z válečných front. Tyto obrazy ovlivňovaly jak rodiny vojáků, tak i širokou populaci různými způsoby a vytvářely silný pocit nacionalismu. Byly také prodávány veřejnosti i novinám, které je používaly pro rytiny a k informování o průběhu války v Tichomoří.
Za zmínku stojí, že rychlost, s jakou ke střetům docházelo, bránila fotografům cestovat včas na místa, kde se bitvy odehrávaly.

## Galerie

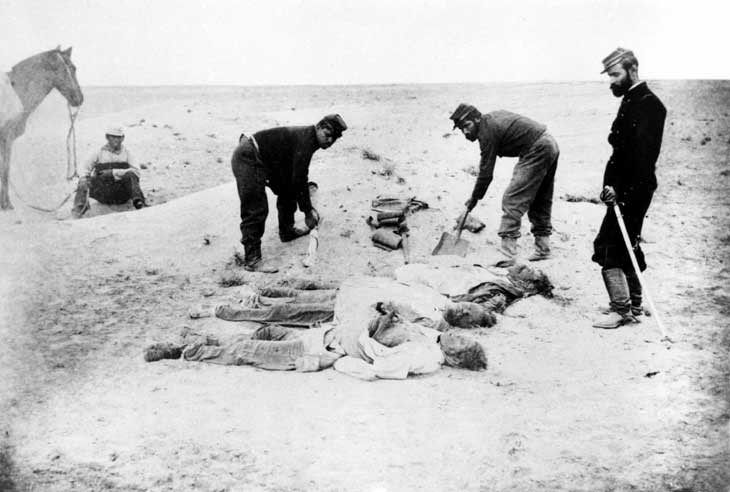
Fotografie mrtvých mužů na poli La Alianza během Tichomořské války v roce 1879. „Fotografie poručíka dělostřelectva Luise Solo de Zaldívara Alemparteho, který spolu se dvěma svými vojáky pohřbívá skupinu tří bolivijských vojáků padlých v bitvě u Tacny. Vyvýšenina za skupinou je tvořena zeminou, která již pokrývá jinou, početnější skupinu mrtvých. Všechny temné hrůzy války lze pochopit jen pohledem na tento ponurý výjev. Nezřetelní, roztrhaní a zohavení mrtví končí pod zemí, promíchaní a často navždy zapomenutí.“ (Převzato z chilského deníku El Nuevo Ferrocarril, 23. září 1880.)
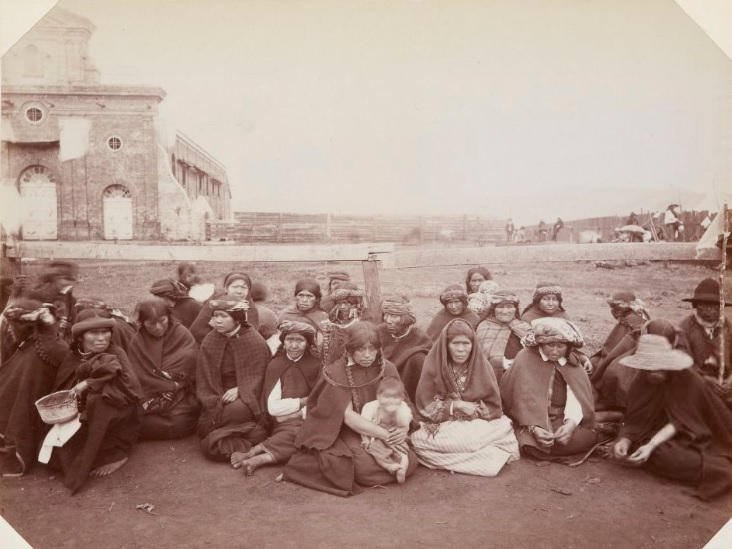
Mapučové v Mulchénu, region La Araucanía, Chile
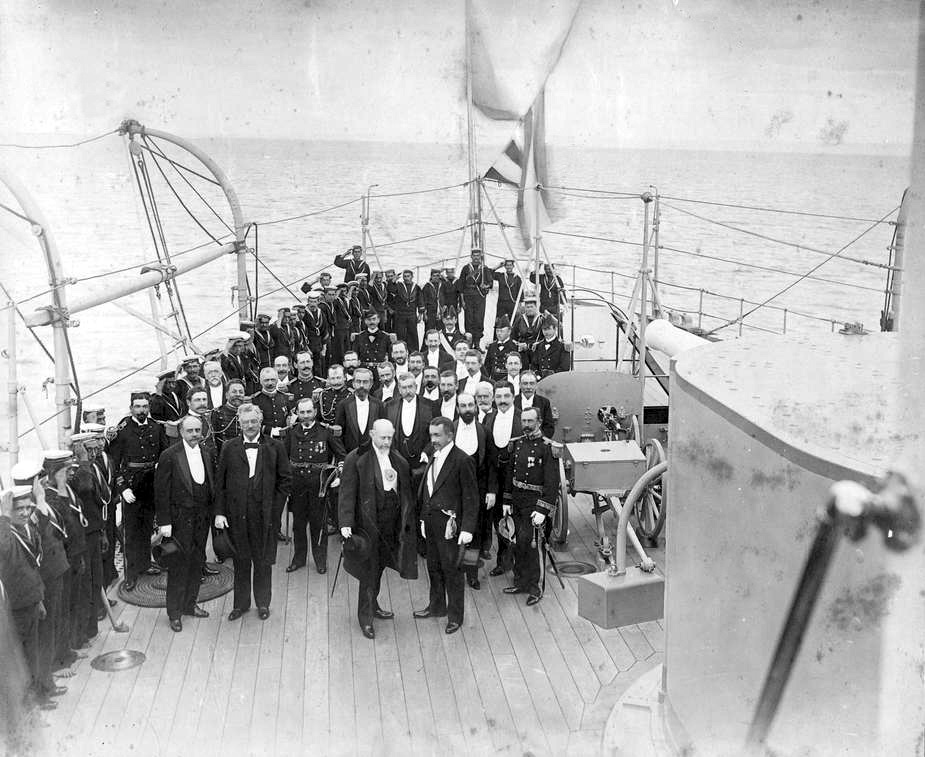
Prezidenti Federico Errázuriz Echaurren (Chile) a Julio Argentino Roca (Argentina) se setkali v Magellanském průlivu v roce 1899 při tzv. „Objímání v průlivu“
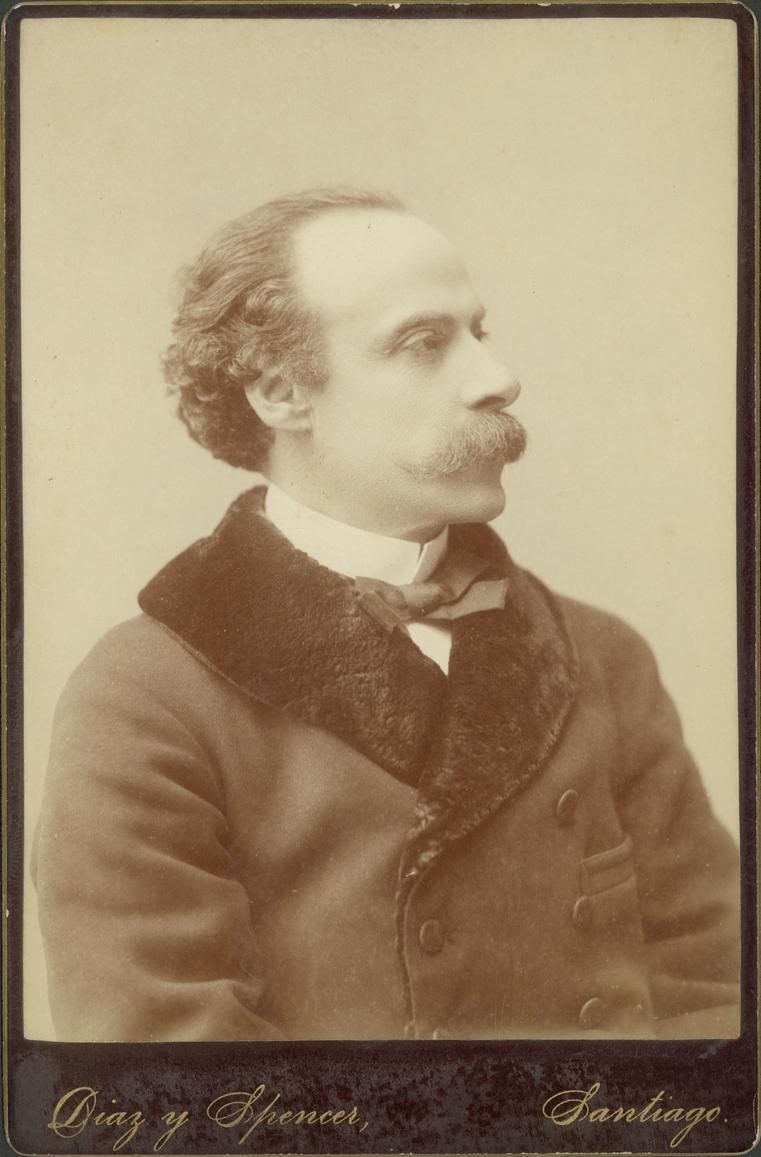
Portrét José Manuela Balmacedy Fernándeze, asi 1875[pozn. 1]
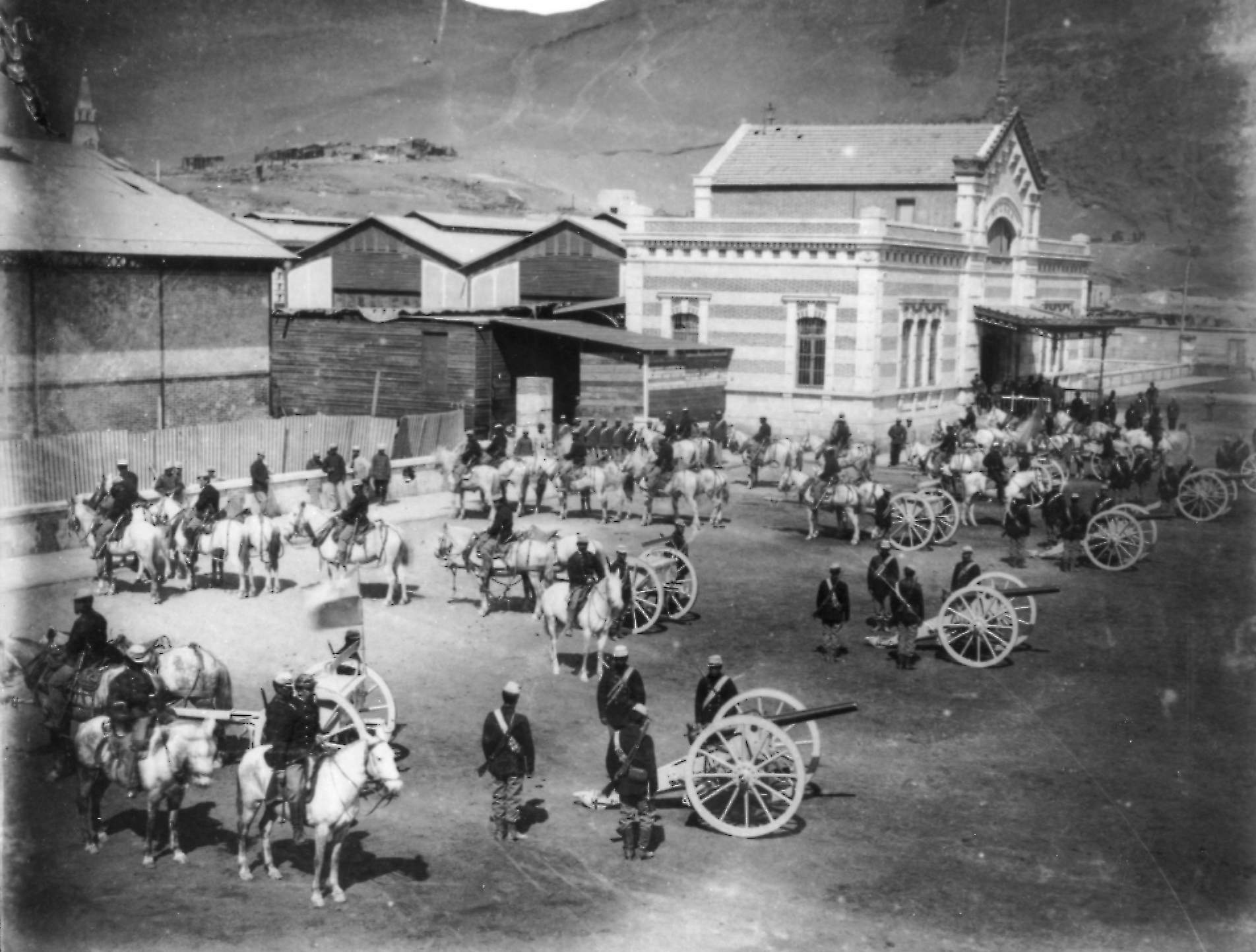
Baterie chilské dělostřelecké jednotky č. 2 v Arice z roku 1880. Na snímku jsou polní kanóny Krupp ráže 75 mm, délky hlavně L/26, s dostřelem 4600 metrů.